# Yale College

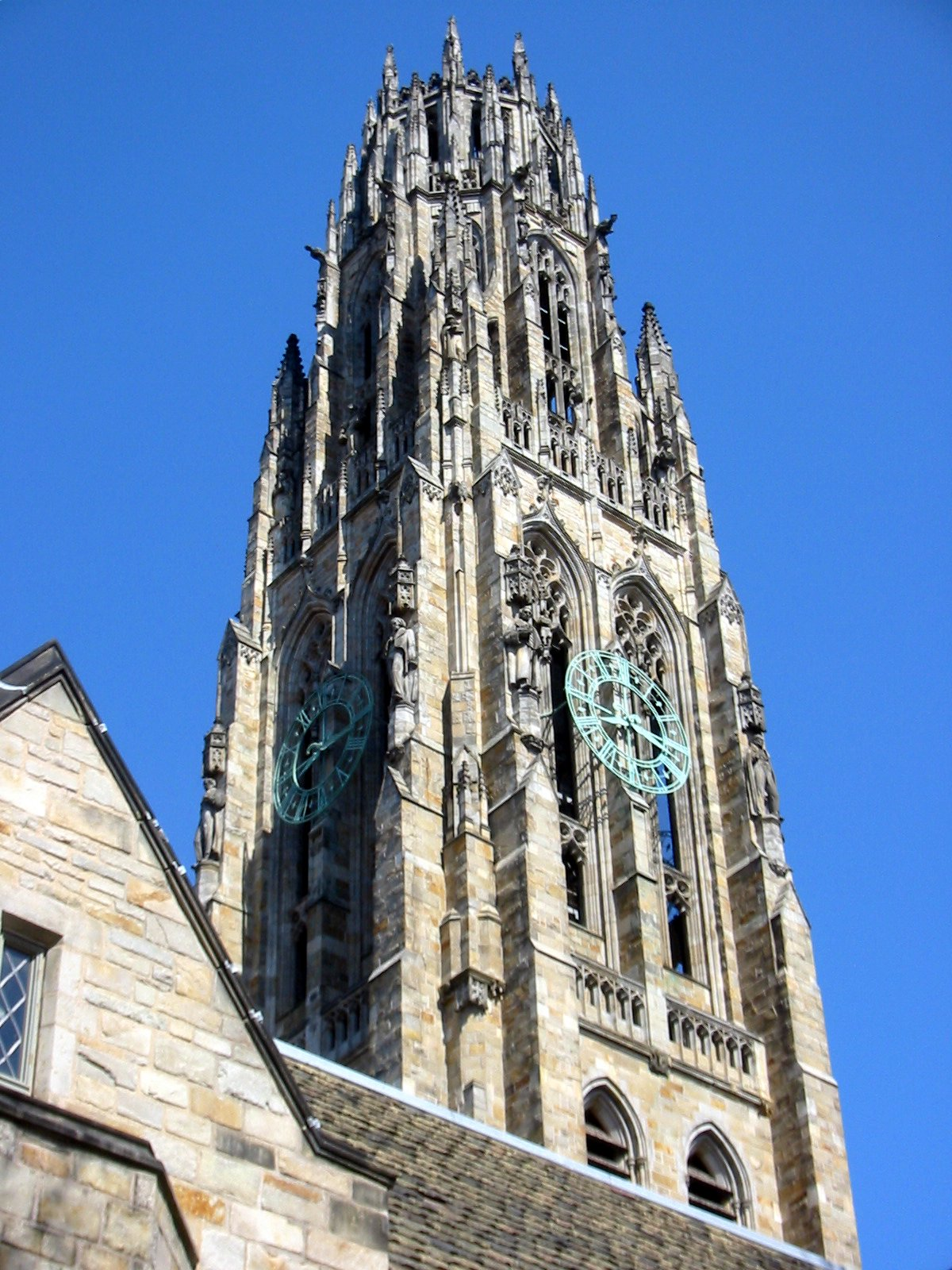
Harkness Tower bei Yale

Yale College war 1718 bis 1887 die Bezeichnung der Hochschule, die heute den Namen Yale University trägt. Heute ist es die Bezeichnung der Bachelor-Studiengänge-Abteilung von Yale und besteht aus 12 Colleges.

## Geschichte
Die Yale University wurde 1701 als Collegiate School begründet. Deren Name wurde 1718 in Yale College aus Dankbarkeit gegenüber einem Spender, Elihu Yale, geändert. 1887, als das College unter der Präsidentschaft von Timothy Dwight V weiter anwuchs, wurde Yale College in Yale University umbenannt. Danach war Yale College der Name der Studienabteilung der Universität bis zum niedrigsten Abschluss.
Das gegenwärtige Internatsuniversitäts-System (residential college system) wurde 1933 eingerichtet und wurde durch eine Spende des Yale-Absolventen Edward S. Harkness, der die Collegesysteme der Oxford University und der Cambridge University bewunderte, ermöglicht. Jedes College besitzt eine sorgfältig aufgebaute Unterstützungsinfrastruktur für Studierende, mit einem Dekan, einem Meister, liierten Professoren und ansässigen Kommilitonen. 
Im Juni 2008, kündigte Yale Pläne an, zwei neue Internatcolleges zu bauen, was die Gesamtzahl auf vierzehn steigern würde. Die Colleges würden es ermöglichen, etwa 15 % mehr Undergraduates aufzunehmen, bis zu einer Gesamtzahl von etwa 6.000. Die geplante Fertigstellung ist für das Jahr 2013 vorgesehen und sie sollen nördlich des Grove Street Cemetery liegen.

## Residential Colleges
Die Residential Colleges werden nach wichtigen Personen oder Orten der Universitätsgeschichte benannt oder nach bekannten Absolventen; sie werden bewusst nicht nach Spendern benannt.

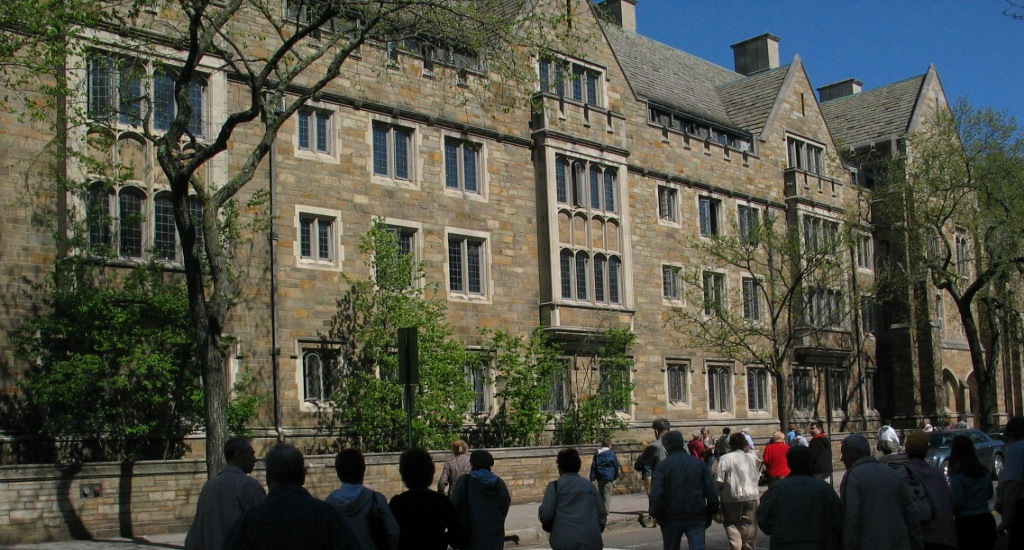
Hopper-College

1. Berkeley College – zu Ehren von Rt. Rev. George Berkeley (1685–1753), einem frühen Förderer von Yale.
2. Branford College – benannt nach Branford, Connecticut, wo Yale sich für kurze Zeit befand.
3. Hopper College – ursprünglich nach dem Vizepräsidenten und Verteidiger der Sklaverei John C. Calhoun benannt, trägt das College seit 2017 den Namen der Computerpionierin Grace Hopper.
4. Davenport College – benannt nach Rev. John Davenport, dem Gründer New Havens. Oft als „D'port“ abgekürzt.
5. Ezra Stiles College – benannt nach Rev. Ezra Stiles, einem ehemaligen Rektor von Yale. Die Gebäude wurden von Eero Saarinen entworfen.
6. Jonathan Edwards College – benannt nach dem Theologen, Yale-Absolventen und Mitbegründer von Princeton University Jonathan Edwards. Oft „J.E.“ abgekürzt. Als ältestes der residential colleges ist J.E. das einzige College mit einem unabhängigen Stiftungsvermögen, dem Jonathan Edwards Trust.
7. Morse College – benannt nach Samuel Morse, dem Erfinder des Morseapparates. Ebenfalls von Eero Saarinen entworfen.
8. Pierson College – nach dem ersten Rektor von Yale, Abraham Pierson, benannt.
9. Saybrook College – nach Old Saybrook, der Stadt, in der Yale gegründet wurde, benannt.
10. Silliman College – nach dem Naturwissenschaftler und Yale-Professor Benjamin Silliman benannt. Etwa die Hälfte seiner Gebäude waren ursprünglich ein Teil der Sheffield Scientific School.
11. Timothy Dwight College – benannt nach den zwei Universitätspräsidenten von Yale, die diesen Namen trugen, Timothy Dwight IV und Timothy Dwight V. Üblicherweise „T.D.“ abgekürzt, ist dies das kleinste College.
12. Trumbull College – benannt nach Jonathan Trumbull senior, einem Gouverneur von Connecticut.